# Episodi di Sorelle e delitti (terza stagione)
La terza stagione della serie televisiva tedesca Sorelle e delitti, composta da 4 episodi, è stata trasmessa in prima visione assoluta su ZDF dal 18 ottobre all'8 novembre 2024.
In Italia la stagione è inedita.
| nº | Titolo originale   | Titolo italiano | Prima TV Germania | Prima TV Italia |
| -- | ------------------ | --------------- | ----------------- | --------------- |
| 1  | Explosiv           |                 | 18 ottobre 2024   |                 |
| 2  | Das Chamäleon      |                 | 25 ottobre 2024   |                 |
| 3  | Tödliches Training |                 | 1° novembre 2024  |                 |
| 4  | Familientradition  |                 | 8 novembre 2024   |                 |